# 윤일균
윤일균(尹鎰均, 1926년 6월 28일~2017년 6월 17일)은 대한민국의 고위정치인이었다. 공군(군사경찰 병과)에서 예비역 준장 계급으로 전역한 그는 중앙정보부 제1차장 겸 부장 직무대행으로 재임하였었다.

## 생애

### 생애 초기
그의 본관은 파평(坡平)이고 아호(雅號)는 동원(東沅)이다. 황해도 안악군 출생이다.
1947년 대한민국 경찰 창설 시기 수도관구경찰청 순경으로 임관해 활동하다가 이듬해 국방부의 전신인 통위부에서 모집하는 육군 준사관후보생에 지원하여 준위로 임관하며 군 생활을 시작하였다.

### 학력
- 황해도 안악고등보통학교 졸업
- 경찰전문학교 2기
- 대한민국 공군사관학교 특1기
- 대한민국 육군보병학교 졸업
- 대한민국 육군포병학교 졸업
- 국방부 헌병학교 졸업
- 미국 공군정보학교 졸업
- 미국 공군참모대학교 졸업
- 국방대학교 행정학사 1기(1956년)
- 단국대학교 법정대학 법학과 학사
- 국방대학원 행정학 석사
- 서울대학교 행정대학원 행정학 석사
- 동국대학교 행정대학원 행정학 석사
- 동국대학교 대학원 정치외교학과 정치학 박사

### 주요 경력
- 1947년 수도경찰청 순경 임관(1947년 8월 19일).
- 1948년 대한민국 경찰 순경 퇴직 이후 통위부 육군 준사관후보생 특임 3기로 대한민국 육군 준위 임관하여 대한민국 육군 항공기지사령부 비행부대 예하 분대장 보임(1948년 3월 10일).
- 1949년 대한민국 국방부 육군 항공사관후보생 4기로 소위 재임관 직후 대한민국 육군 항공기지사령부 비행부대 예하 소대장 보임(1949년 3월 2일).
- 1949년 대한민국 공군사관학교 특1기로 대한민국 공군 중위 임관하여 대한민국 공군본부 정보국 국장 대리 보임(1949년 10월 10일).
- 1950년 대한민국 공군본부 정보국 국장 대리 재직 중 대위 진급(1950년 3월 2일).
- 1951년 대한민국 공군본부 특무부대장(1951년 5월 20일).
- 1952년 대한민국 공군본부 특무부대장 재직 중 소령 진급(1952년 4월 21일).
- 1952년 대한민국 공군본부 헌병전단 헌병편대장(1952년 5월 24일).
- 1953년 대한민국 공군본부 헌병전단 헌병대대장 보임과 동시에 중령 진급(1953년 3월 23일).
- 1954년 대한민국 공군 항공사령부 헌병참모(1954년 4월 26일).
- 1954년 대한민국 공군 항공사령부 헌병참모 재직 중 대령 진급(1954년 7월 20일).
- 1955년 대한민국 공군 항공사령부 정보참모(1955년 5월 29일).
- 1955년 대한민국 공군 항공사령부 정보과 과장(1955년 7월 30일).
- 1955년 대한민국 공군 항공사령부 정보과 과장 재직시에 대한민국 공군 준장 진급(1955년 10월 13일).
- 1956년 대한민국 공군본부 정보참모부 차장(1956년 3월 10일).
- 1956년 대한민국 공군본부 정보국 차장(1956년 4월 10일).
- 1962년 대한민국 중앙정보부 제3국 국장(1962년 4월 11일).
- 1963년 대한민국 중앙정보부 제2국 국장(1963년 4월 13일).
- 1964년 대한민국 중앙정보부 차장보(1964년 4월 15일).
- 1965년 대한민국 국방부 운영차관보(1965년 3월 26일).
- 1965년 공군 준장 예편(1965년 12월 3일).
- 1966년 서울신문 전무이사(1966년 1월 23일).
- 1973년 서울신문 전무이사 직위 퇴임.
- 1974년 대한민국 중앙정보부 제1차장.
- 1979년 대한민국 중앙정보부장 직무대행 1기 수행.
- 1980년 대한민국 중앙정보부장 직무대행 2기 수행.
- 1980년 한국국제공항관리공단 이사장.
- 1986년 국제민간공항협회 대표위원.
- 1987년 신민주공화당 대표전임위원 겸 당무위원.
- 1988년 신민주공화당 대표전임위원 겸 당무위원 직위 퇴임.
- 1992년 대한항공협회 회장.
- 1995년 자유민주연합 상임고문 겸 당무위원.
- 1996년 자유민주연합 상임고문 겸 당무위원 직위 퇴임.

## 저서

### 저술
- 《세계각국의 유도탄》
- 《세계첩보비전》 - (공동문화사, 1975년 1월)
- 《한미합동첩보비화 "6006부대"》 - (한국학술정보사, 2006년 1월)

## 윤일균을 연기한 배우

### 텔레비전 드라마
- 박광남 - 1995년 MBC 드라마 《제4공화국》